# Campeonato europeo junior de waterpolo femenino
El Campeonato europeo junior de waterpolo femenino es la máxima competición de waterpolo femenino para selecciones de Europa en la categoría junior. Está organizada por la FINA.

## Historial
| Año  | Sede             | Oro          | Plata        | Bronce       |
| ---- | ---------------- | ------------ | ------------ | ------------ |
| 2024 | Zagreb           | España       | Hungría      | Grecia       |
| 2022 | Netanya          | España       | Hungría      | Grecia       |
| 2018 | Funchal          | España       | Rusia        | Países Bajos |
| 2016 | La Haya          | Países Bajos | España       | Grecia       |
| 2014 | Ostia            | Grecia       | Italia       | España       |
| 2012 | Cheliábinsk      | Rusia        | Hungría      | Italia       |
| 2010 | Dniprodzerzhynsk | Rusia        | España       | Hungría      |
| 2008 | La Canea         | Italia       | Hungría      | Rusia        |
| 2006 | Kirishi          | Rusia        | Países Bajos | Hungría      |
| 2004 | Bari             | Países Bajos | Grecia       | Rusia        |
| 2002 | Loulé            | Grecia       | Hungría      | España       |
| 2000 | Plzen            | Rusia        | Hungría      | Grecia       |
| 1998 | Millfield        | Hungría      | Rusia        | Grecia       |
| 1996 | Netanya          | Países Bajos | Alemania     | Hungría      |
| 1994 | Arnhem           | Países Bajos | Grecia       | Hungría      |

## Palmarés
| Núm. | País         | Oro | Plata | Bronce | Total |
| ---- | ------------ | --- | ----- | ------ | ----- |
| 1    | Rusia        | 4   | 2     | 2      | 8     |
| 2    | Países Bajos | 4   | 1     | 1      | 6     |
| 3    | España       | 3   | 2     | 2      | 7     |
| 4    | Grecia       | 2   | 2     | 5      | 9     |
| 5    | Hungría      | 1   | 6     | 4      | 11    |
| 6    | Italia       | 1   | 1     | 1      | 3     |
| 7    | Alemania     | 0   | 1     | 0      | 1     |